# St Mary Bourne
St Mary Bourne è un villaggio e parrocchia civile dell'Inghilterra, appartenente alla contea dell'Hampshire.